# Abbás Džadídí
Abbás Džadídí (persky عباس جديدي‎ nebo anglicky Abbas Jadidi; * 13. ledna 1969, Teherán) je bývalý íránský zápasník volnostylař, olympijský medailista z roku 1996.

## Sportovní kariéra
Zápasit začal v 8 letech v rodném Teheránu. Specializoval se na volný styl. Členem íránské seniorské reprezentace byl od roku 1990. V roce 1992 dostal v nominaci na olympijské hry v Barceloně přednost Ajúb bin Nosrat. V roce 1993 zvítězil na mistrovství světa v lehké těžké váze, ale o titul přišel kvůli pozitivnímu dopingovému nálezu. V roce 1995 se vrátil po dvouletém zákazu startu v těžké váze a vybojoval 3. místo na mistrovství světa. V roce 1996 startoval na olympijských hrách v Atlantě a po výborném výkonu se dostal do finále kde narazil na domácího Američana Kurta Angleho. Vysoce prestižní finále bylo od úvodu vyrovnané a nerozhodlo ho ani prodloužení. Vítěze museli určit rozhodčí a ti se tradičně přiklonili na stranu domácího zápasníka. Získal stříbrnou olympijskou medaili. V roce 2000 odjížděl na olympijské hry v Sydney v supertěžké váze. Bez potíží postoupil ze základní skupiny, ale v semifinále nestačil na Davida Musulbese z Ruska a skončil na 4. místě. Sportovní kariéru ukončil po roce 2002. Věnuje se politické činnosti.

## Výsledky
| Turnaj            | 1991             | 1992             | 1993             | 1994 | 1995       | 1996       | 1997       | 1998       | 1999       | 2000       | 2001       |
| Turnaj            | 22               | 23               | 24               | 25   | 26         | 27         | 28         | 29         | 30         | 31         | 32         |
| Turnaj            | lehká těžká váha | lehká těžká váha | lehká těžká váha |      | těžká váha | těžká váha | těžká váha | těžká váha | supertěžká | supertěžká | supertěžká |
| ----------------- | ---------------- | ---------------- | ---------------- | ---- | ---------- | ---------- | ---------- | ---------- | ---------- | ---------- | ---------- |
| Olympijské hry    |                  | —                |                  |      |            | 2.         |            |            |            | 4.         |            |
| Mistrovství světa | 7.               |                  | DQ               | x    | 3.         |            | —          | 1.         | 3.         |            | 7.         |